# Gordon (Nebraska)
Gordon es una ciudad ubicada en el condado de Sheridan en el estado estadounidense de Nebraska. En el Censo de 2010 tenía una población de 1612 habitantes y una densidad poblacional de 668,52 personas por km².

## Geografía
Gordon se encuentra ubicada en las coordenadas 42°48′23″N 102°12′14″O / 42.80639, -102.20389. Según la Oficina del Censo de los Estados Unidos, Gordon tiene una superficie total de 2.41 km², de la cual 2.41 km² corresponden a tierra firme y (0%) 0 km² es agua.

## Demografía
Según el censo de 2010, había 1612 personas residiendo en Gordon. La densidad de población era de 668,52 hab./km². De los 1612 habitantes, Gordon estaba compuesto por el 75.56% blancos, el 0.19% eran afroamericanos, el 20.04% eran amerindios, el 0.5% eran asiáticos, el 0.06% eran isleños del Pacífico, el 0.62% eran de otras razas y el 3.04% pertenecían a dos o más razas. Del total de la población el 4.22% eran hispanos o latinos de cualquier raza.